# Мерзость запустения
Мерзость запустения (ивр. שִׁקּוּץ מְשֹׁמֵם‎, др.-греч. τὸ βδέλυγμα τῆς ἐρημώσεως) — словосочетание, встречающееся в Библии в Книге пророка Даниила (гл. 9, ст. 27), Евангелии от Матфея (гл. 24, ст. 15—16), Евангелии от Марка (гл. 13, ст. 14), а также в Первой книге Маккавейской.

## Этимология
В иврите Танаха и мишнаитском иврите слово «мерзость» часто используется в значении «идол»,
и поэтому вполне возможно, что это выражение в книге пророка Даниила может означать «неподвижная мерзость». Многие учёные предполагают, что это намеренное искажение имени Юпитера (Баалшамем — господин неба).
(Ср., например, искажённое Вельзевул в др.-греч. Βεελζεβούλ в Марка. 3:22, а также предписаниe, что имена идолов могут быть произносимыми только в искажённом или сокращённом виде.)

## Упоминания в Библии

### Даниил
Фраза «мерзость запустения» встречается в трёх местах в Книге Даниила, в контексте апокалиптических видений:
Дан. 9:27 «… и на крыле [святилища] будет мерзость запустения, и окончательная предопределенная гибель постигнет опустошителя».
Дан. 11:31 «И поставлена будет им часть войска, которая осквернит святилище могущества, и прекратит ежедневную жертву, и поставит мерзость запустения».
Дан. 12:11 «Со времени прекращения ежедневной жертвы и поставления мерзости запустения пройдет тысяча двести девяносто дней».

### Первая книга Маккавеев
Согласно 1Мак. 1:54, «мерзость» была возведена на жертвенник всесожжения:
1Мак. 1:54 «В пятнадцатый день Хаслева, сто сорок пятого года, устроили на жертвеннике мерзость запустения, и в городах Иудейских вокруг построили жертвенники».
1Мак. 6:7 «и что они разрушили мерзость, которую он воздвиг над жертвенником в Иерусалиме, а святилище по-прежнему обнесли высокими стенами, также и Вефсуру, город его».

### Синоптические Евангелия
В Евангелиях от Матфея и от Марка термин используется Иисусом на Елеонской горе. В Евангелии от Матфея Иисус явно цитирует Даниила. В Евангелии от Марка фраза «о котором говорил Даниил пророк» отсутствует в Синайском кодексе.
Мф. 24:15, 16 «Итак, когда вы увидите мерзость запустения, о которой говорил пророк Даниил, стоящую на святом месте (читающий да разумеет), то пусть те, кто находятся в Иудее, да бегут в горы».

## Отражение в культуре
- Библейская фраза отразилась в названии статьи Льва Троцкого «В мире мерзости и запустения», опубликованной в газете «Искра» (№ 34, 15 февраля 1903).